# شبرا باص
شبرا باص، قرية رئيسية تابعة لمركز شبين الكوم التابع لمحافظة المنوفية في جمهورية مصر العربية، ومن أعلامها القارئ محمود علي البنا.

## التاريخ
ذكرها علي مبارك في كتابه الخطط التوفيقية باسم «شبرى باص المنوفية»، حيث ذكر أنها قرية في مديرية المنوفية بقسم منوف، وقال أنه يقال لها أيضًا «شبرى مباص» وأن بها جامع ومعمل دجاج وعدة سواقي لري الزراعة، وبها قنطرة ذات خمسة عيون بنيت سنة 1275 هـ محل قنطرة قديمة ذات سبعة عيون كانت آثارها باقية وقتئذ.

## السكان
بلغ عدد سكان شبرا باص 14,183 نسمة، حسب الإحصاء الرسمي لعام 2006.